# Toruńskie Zakłady Urządzeń Młyńskich „Spomasz”
Toruńskie Zakłady Urządzeń Młyńskich „Spomasz” – przedsiębiorstwo z siedzibą w Toruniu, zajmujące się produkcją maszyn stosowanych w przetwórstwie żywności, tytoniu i produkcji napojów. Siedziba przedsiębiorstwa mieści się przy ul. Grudziądzkiej 124/126.
Zakłady zbudowano po 1945 roku na terenie niemieckiego obozu przesiedleńczego, tzw. Szamlcówce. „Spomasz” współpracował z Polskimi Zakładami Zbożowymi przy badaniu przydatności prototypów maszyn i urządzeń młyńskich. W 2003 roku „Spomasz” zatrudniał 140 torunian. W tym czasie 85% akcji przedsiębiorstwa należało do warszawskiej firmy „Con-Graph”, 10,6% dla pracowników, a pozostałe do Skarbu Państwa.